# Mák východní
Mák východní (Papaver orientale) je rod rostlin patřící do čeledě makovité (Papaveraceae). Původně byl rozšířen v oblastech Malé Asie a pohoří Kavkaz. Rostliny jsou celé hrubě štětinatě chlupaté, vytvářejí mohutnou přízemní růžici podlouhlých peřenosečných hrubě zubatých listů. Velké barevné květy vyrůstají na konci lodyhy.

## Použití
Mák východní lze použít v ČR jako okrasnou rostlinu. Jsou to efektní solitéry s výraznými květy. Je vhodná do malebných kompozic, zejména v přírodně krajinářských parcích ale hodí se i do skupin. V zahradách se pěstují kultivary, které mají většinou červené květy.

## Pěstování

### Nároky
Při pěstování v mírném pásmu (ČR) vyžaduje mák východní slunné stanoviště. Vhodná je propustná, humózní, nebo hlinitá výživná půda. Starší rostliny se většinou nesnadno přesazují.

### Rozmnožování
Množit se může semenem na jaře. Vynikající vlastnosti kultivarů lze však uchovat jen vegetativním množením. Kultivary se většinou množí kořenovými řízky a mladé rostliny se pěstují v květináčích, protože špatně snášejí přesazování.

## Kultivary
Kromě oranžových, bílých a červených odstínů je v prodeji i 'Patty's Plum' – neobvyklý kultivar s fialovými květy. Květy mohou být třapaté, plné, poloplné, nebo jednoduché.